# Il mio nome è Nessuno
Il mio nome è Nessuno è un film del 1973 diretto da Tonino Valerii.

## Trama

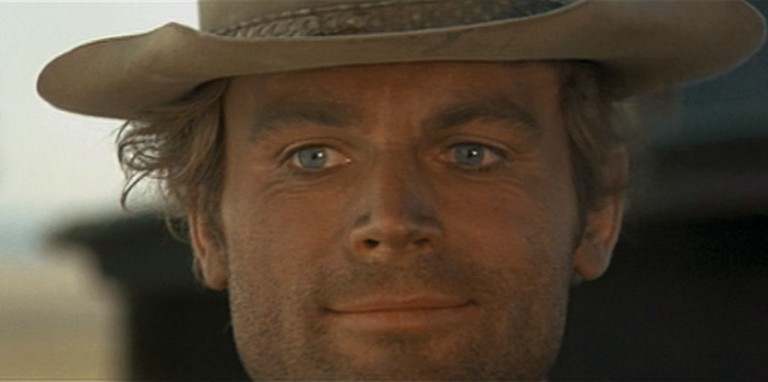
Nessuno nella scena dello scontro tra i 150 del Mucchio Selvaggio e Beauregard

Alla fine dell'Ottocento l'era romantica del Selvaggio West si avvia alla conclusione. Un giovane vagabondo che si fa chiamare "Nessuno" trascina la sua vita in maniera spensierata. Nessuno si imbatte nel leggendario cacciatore di taglie Jack Beauregard, ormai anziano e desideroso di rifugiarsi in Europa.
Beauregard è l'idolo d'infanzia di Nessuno, cresciuto nel mito delle sue imprese; ma il vecchio cacciatore di taglie è ormai disilluso, consapevole della fine della sua era. Nessuno, da perfetto fan di Beauregard, cercherà in tutti i modi di fargli finire la carriera con un'ultima, memorabile, impresa: Jack dovrà sconfiggere da solo il Mucchio Selvaggio, la leggendaria carica di 150 banditi, che in tutto il film appare e scompare come se fosse una visione.

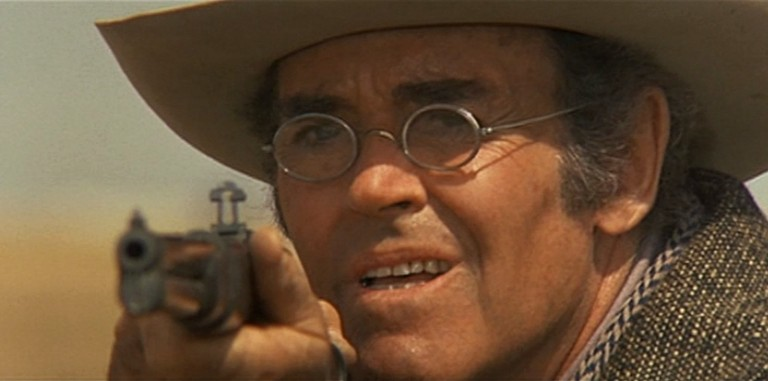
Beauregard contro il Mucchio Selvaggio

Nessuno riuscirà infine a far scontrare Jack con il Mucchio Selvaggio. Sembra uno scontro impossibile, ma al momento giusto Jack si ricorderà che ci sono candelotti di dinamite nascosti nelle selle di alcuni dei centocinquanta. Concluso l'epico scontro, Nessuno organizza per Jack la perfetta uscita di scena per un grande eroe: la sua morte. Secondo Nessuno un eroe, per far in modo che le sue gesta finiscano scritte nei libri di storia, deve assolutamente morire.

Così, dopo un finto duello tra loro, organizzato in pieno centro a New Orleans, Beauregard rimane apparentemente ucciso, lasciando a Nessuno la sua pesante eredità di giustiziere, oltre che lo stuolo dei suoi nemici accumulati in vita. Giocando col nome di chi l'ha sconfitto nel finto duello, su una targa commemorativa viene scritto: "Nessuno era più veloce nell'estrarre", frase a doppio senso che lascia irrisolto il dubbio su chi dei due fosse veramente il migliore .
Beauregard è finalmente libero, poiché tutti lo credono morto. Dalla cabina della nave che lo porterà in Europa scrive malinconicamente al suo giovane ammiratore. Il West non è più quello violento, ma anche schietto e sincero dei suoi tempi, l'era dei duelli e degli eroi solitari è finita, occorre una nuova morale per i tempi nuovi.

## Produzione
Alla domanda se alcune scene del film fossero state girate da Sergio Leone, il regista romano rispose: «Lo ammetto, è opera mia. Tutto l'inizio, tanto simile a quello di Il buono, il brutto, il cattivo; il duello con i cappelli nel cimitero indiano, un ricordo di Per qualche dollaro in più; lo scontro di Beauregard con il mucchio selvaggio e il finto duello finale, sono tutte scene che ho girato personalmente. E senza falsa modestia, sono quelle che il pubblico ricorda di più. Per il resto, trovo che l'aspetto burlesco del film, quello più direttamente imparentato alla serie di "Trinità", sia troppo sottolineato».
La miniera che appare attraverso la vetrata è quella della città fantasma di Bodie, California.

### Colonna sonora
Curata da Ennio Morricone, vede la partecipazione di alcuni tra i più noti collaboratori del musicista.

#### Tracce
- 1. Il mio nome è Nessuno
- 2. Buona fortuna Jack
- 3. Il Mucchio selvaggio
- 4. Se sei qualcuno è colpa mia
- 5. Con i migliori auguri
- 6. Uno strano barbiere
- 7. Più delle valchirie
- 8. Un'insolita attesa
- 9. Balletto degli specchi
- 10. La favola dell'uccellino
- 11. Il mio nome è Nessuno (ripresa)
- 12. Buona fortuna Jack (ripresa)
- 13. Il Mucchio selvaggio (ripresa)
- 14. Uno strano barbiere (ripresa)
- 15. Il mio nome è Nessuno (ripresa Nr°2)
- 16. Se sei qualcuno è colpa mia (ripresa)
- 17. Buona fortuna Jack (ripresa Nr°2)
- 18. Il Mucchio selvaggio (ripresa Nr°2)
- 19. Uno strano barbiere (ripresa Nr°2)
- 20. Il Mucchio selvaggio (ripresa Nr°3)
- 21. Il mio nome è Nessuno (ripresa Nr°3)
- 22. Il Mucchio selvaggio (ripresa Nr°4)
- 23. Se sei qualcuno è colpa mia (ripresa Nr°2)

Nel 1991 la serie TV Lucky Luke, interpretata e diretta da Terence Hill, usò il tema del Mucchio Selvaggio per introdurre i fratelli Dalton alla loro prima apparizione.

#### I musicisti
- Bruno Nicolai: direzione d'orchestra
- Edda Dell'Orso: voce solista
- Franco Cosacchi: voce solista
- Alessandro Alessandroni: fischio
- I "Cantori Moderni" di Alessandroni: cori
- Bruno Battisti D'Amario: chitarra classica e acustica
- Silvano Chimenti: chitarra elettrica e acustica 12 corde
- Arnaldo Graziosi: pianoforte, tastiere
- Enzo Restuccia: batteria
- Gino Agostinelli: tromba
- Marianne Eckstein: flauto
- Giorgio Carnini: synth

## Accoglienza
Uscito nelle sale italiane il 21 dicembre del 1973, prodotto da Sergio Leone e sceneggiato da Ernesto Gastaldi, il film ebbe un buon successo di pubblico, come già avvenuto negli anni precedenti per numerosi western all'italiana, a partire da Per un pugno di dollari del 1964. Il film giunse al quinto posto tra gli incassi del 1973.

## Citazioni
- Il nome di Sam Peckinpah, noto regista di western statunitense, viene fatto da Terence Hill in una scena del film: è il nome scritto su una lapide in un cimitero. Tale "omaggio", ideato e realizzato da Sergio Leone, fu dovuto al secco rifiuto di Peckinpah, in seguito alla proposta fattagli dallo stesso Leone, di dirigere il suo progetto sulla rivoluzione messicana, intitolato provvisoriamente C'era una volta la Rivoluzione, noto poi come Giù la testa. Leone, talmente arrabbiato per i modi bruschi dello statunitense e per il suo rifiuto, non solo decise di realizzare al meglio e di dirigere personalmente il suo progetto sulla rivoluzione messicana, ma pensò anche di omaggiare ironicamente il rivale, incidendo il suo nome sulla lapide della famosa scena nel cimitero.[6] Sempre ispirato a  Peckinpah è il nome della banda affrontata da Beauregard, Il mucchio selvaggio, come il film omonimo diretto dallo stesso Sam Peckinpah nel 1969.
- La storiella del pulcino salvato da un coyote viene ripetuta da Sylvester Stallone nel film Assassins.